# Mateusz Biskup
Mateusz Biskup (Gdańsk, 8 de fevereiro de 1994) é um remador polonês.

## Carreira
Ele se formou no Unia Tczew, mais tarde jogou pelo AZS-AWFiS Gdańsk, e desde fevereiro de 2019 é atleta do Lotto-Bydgostia Bydgoszcz. Representou a Polônia nos campeonatos mundiais de 2014 (4º lugar na final B na competição quádrupla dupla) e 2015 (1º lugar na final B na competição quádrupla dupla) e nos Jogos Olímpicos de 2016 (4º lugar na competição A final na competição quádruplo duplo). Em 2017, conquistou o vice-campeonato europeu e o vice-campeonato mundial no skiff duplo (com Ziętarski). Em 2019, conquistou a medalha de bronze dos campeonatos mundiais nesta última competição.
Nos Jogos Olímpicos de Verão de 2024, em Paris, conquistou a medalha de bronze na competição de skiff quádruplo masculino, ao lado de Fabian Barański, Dominik Czaja e Mirosław Ziętarski com o tempo de 5:44.59.